# Déi Lénk
Déi Lénk (deutsch Die Linken, französisch La Gauche) sind eine linksgerichtete Partei in Luxemburg. Sie vertritt eine sozialistische Programmatik. Von 1999 bis 2004 sowie erneut seit 2009 sind sie in der  Parlamentskammer vertreten. Sie waren bislang an keiner Regierung beteiligt.
Auf europäischer Ebene ist die Partei Mitglied der Europäischen Linken und dementsprechend mit der GUE/NGL-Fraktion assoziiert, ohne eigene Abgeordneten im Europäischen Parlament zu stellen. Sie besitzt in der Europäischen Antikapitalistischen Linken zudem auch den Beobachterstatus.

## Geschichte
Die Partei wurde am 30. Januar 1999 als Wahlpartei von der Kommunistischen Partei Luxemburgs und der Neuen Linken, die sich 1994 von der KPL abgespalten hatte, sowie Unabhängigen gegründet. Sie nahm am 13. Juni 1999 an den Parlamentswahlen teil und schaffte mit 4,98 % der Stimmen im südlichen Wahlbezirk, der aus den Kantonen Esch an der Alzette und Capellen besteht, sogleich den Einzug in das luxemburgische Parlament. Bei den Neuwahlen des Gemeinderats der Stadt Esch an der Alzette erzielten die Linken am 30. April 2000 mit 12,78 % ihr bestes Wahlergebnis und stellten mit André Hoffmann erstmals einen stellvertretenden Bürgermeister.
Nach anhaltenden Spannungen zwischen der KPL und den anderen Trägern der gemeinsamen Partei spaltete sich Déi Lénk. Die KPL trat zu den Parlamentswahlen am 13. Juni 2004 mit einer eigenen Liste an, wodurch aber schließlich beide scheiterten.
Bei den Gemeindewahlen am 9. Oktober 2005 erzielten die Linken in Esch-sur-Alzette ein Ergebnis von 7,96 % der abgegebenen Stimmen, das zum Einzug in den Gemeinderat der Stadt ausreichte. In allen anderen Gemeinderäten verloren sie ihr Mandat unter anderem wegen der Gegenkandidatur der KPL.
In einem offenen Brief boten die Linken im Dezember 2007 der KPL eine gemeinsame Kandidatur für die Parlamentswahlen 2009 an. Die KPL lehnte dies ihrerseits jedoch ab und plante mit eigenen offenen Listen zur Wahl anzutreten, was insbesondere bei den Linken für Unverständnis sorgte. Bei den Parlamentswahlen 2009 überraschten die Linken, indem sie auch ohne ein Wahlbündnis mit der KPL in allen Wahlbezirken zulegen konnten. Im Süden erreichten sie 4,1 % (+1,8 %). André Hoffmann zog damit am 8. Juli 2009 erneut in das Parlament ein. Er hatte bereits in der Zeit vom 13. Juli 1999 bis zum 30. Juni 2000 sowie vom 9. Oktober 1990 bis zum 14. April 1994 einen Parlamentssitz inne. Am 15. November 2011 trat er wie angekündigt zurück und machte Platz für seinen Nachfolger Serge Urbany.
Bei den Gemeindewahlen am 9. Oktober 2011 konnten déi Lénk in den Gemeinden, in denen sie antraten, ihre Stimmenanteile fast verdoppeln. Sie erreichten in Esch an der Alzette 10,89 % (zwei Sitze), in Luxemburg-Stadt 6,45 % (zwei Sitze), in Düdelingen 6,85 % (einen Sitz), in Sassenheim 6,63 % (einen Sitz) und in Differdingen 5,29 % (einen Sitz).
Bei den vorgezogenen Parlamentswahlen am 20. Oktober 2013 konnte déi Lénk wieder in allen Bezirken zulegen. Im Bezirk Zentrum mit 4,75 % (+1,2 %) und im Bezirk Süden 5,73 % (+1,7 %) reichte es jeweils für einen Sitz. Gewählt wurden Serge Urbany und Justin Turpel. Im April 2015 trat Justin Turpel aus gesundheitlichen Gründen von seinem Amt zurück. Nachfolger wurde David Wagner. Marc Baum übernahm am 21. April aufgrund des Rotationsprinzips das Abgeordnetenmandat von Serge Urbany.
Bei den Kommunalwahlen 2017 konnte die Partei, die erlangten Mandate aus 2011 in Esch an der Alzette, Luxemburg-Stadt, Düdelingen und Differdingen halten. In Sassenheim konnte déi Lénk mit einem Stimmenanteil von 13,03 % ein zweites Mandat hinzugewinnen. Zusätzlich trat die Partei mit Listen in den Gemeinden Strassen, Hesperingen und Petingen an, wo es jedoch nicht zu einem Mandat gereicht hat.
Bei den Parlamentswahlen am 14. Oktober 2018 konnte déi Lénk leicht zugewinnen und erlangte wie bei den Wahlen davor zwei Sitze. David Wagner und Marc Baum wurden als Abgeordnete gewählt. Im Mai 2021 übernahmen aufgrund des Rotationsprinzips Nathalie Oberweis und Myriam Cecchetti. 

## Politik
Dei Lenk versteht sich als eine soziale, demokratische und antikapitalistische Bewegung, die sich für eine gerechtere Gesellschaft einsetzt. Die Bewegung will eine Umverteilung des Reichtums, einen gerechten Zugang zu Ressourcen, den Kampf gegen Diskriminierung in all ihren Formen, die Entwicklung der sozialen Sicherheit, die Beseitigung der Armut, eine ökologisch nachhaltige Gesellschaft, partizipative Demokratie und Transparenz bei politischen Entscheidungen. Sie will ein neues soziales, wirtschaftliches und politisches Modell, das Wettbewerb, Gewinnmaximierung und Eigeninteresse ablehnt. Sie will auch, dass die natürlichen Ressourcen als Existenzmittel nachhaltig erhalten werden, ebenso wie eine sozial-ökologische Transformation, eine gerechte Verteilung des geschaffenen Reichtums und eine auf Solidarität basierende Wirtschaftsordnung auf nationaler und globaler Ebene.

## Jugendorganisation

Ursprüngliches Logo der Jugendorganisation Jonk Lénk

Die Jugendorganisation der luxemburgischen Linken, die Junge Linke (lux. Jonk Lénk), wurde im Juli 2008 gegründet.
Nach der Gründung gab es phasenweise Aktivität. Zwischenzeitlich wurde die Organisation restrukturiert und umbenannt. Es folgten wiederum Perioden von abwechselnder Aktivitätsintentensität. 
Am 23. März 2025 fand der eigentliche Gründungkongress von „jonk Lénk“ statt. Infolge dessen wurde die Jugendorganisation offiziell als Sektion der Mutterpartei anerkannt. 